# Моноштори, Тивадар
Тивадар Моноштори (венг. Monostori Tivadar; 24 августа 1936, Татабанья — 18 марта 2014, Эстергом, Комаром-Эстергом) — венгерский футболист, игравший на позиции нападающего, в частности, за клуб «Татабанья», а также национальную сборную Венгрии. После завершения игровой карьеры — тренер.

## Клубная карьера
Во взрослом футболе дебютировал в 1954 году выступлениями за клуб «Дорог», в котором провёл тринадцать сезонов, приняв участие в 243 матчах чемпионата. В составе был одним из главных бомбардиров команды, имея среднюю результативность на уровне 0,39 гола за игру первенства.
Завершил игровую карьеру в команде «Татабанья», за которую выступал в течение 1968—1971 годов.

## Выступления за сборную
В 1958 году дебютировал в официальных матчах в составе национальной сборной Венгрии. В течение карьеры в национальной команде провёл в её форме 9 матчей, забив 4 гола.
Присутствовал в заявке сборной на чемпионате мира 1958 года в Швеции, но на поле не выходил.
В составе сборной был участником чемпионата мира 1962 года в Чили, где сыграл в матче против сборной Аргентины (1-1) .

## Карьера тренера
Начал тренерскую карьеру сразу же после завершения карьеры игрока, в 1971 году, возглавив тренерский штаб клуба «Дорог».
С 1971 по 1978 год тренировал клуб «Татабанья», за который ранее выступал как футболист. С 1978 по 1979 год работал ассистентом главного тренера национальной сборной Венгрии. С 1979 по 1983 год возглавлял молодёжный состав клуба «Ференцварош».
В 1983 году был назначен главным тренером сборной ОАЭ, возглавлял сборную один год.
В течение тренерской карьеры также возглавлял команды ЕГСЕВ МЕДОС и «Орослань». С 1988 по 1989 год работал в клубе «Капошвар». Последним местом тренерской работы был клуб «Ференцварош», в котором он работал с молодёжным составом.
Умер 18 марта 2014 года на 78 году жизни в городе Эстергом.

## Титулы и достижения
- Лучший бомбардир чемпионата Венгрии: 1959